# Nhà tù Abu Ghraib

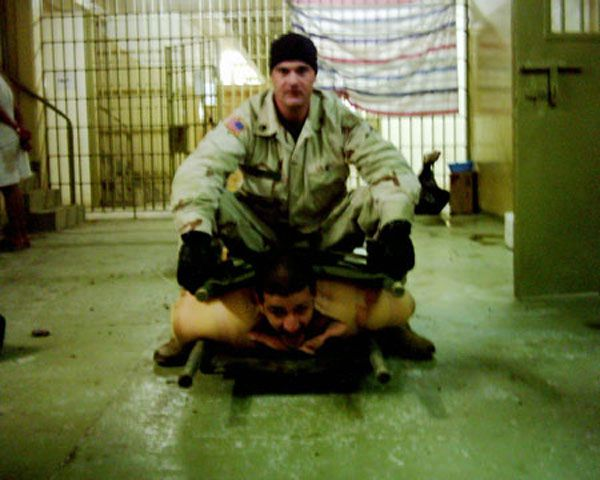
Ảnh chụp một binh sĩ Mỹ đang ngồi lên các tù nhân Iraq

Nhà tù trung tâm Baghdad, tên cũ là Nhà từ Abu Ghraib (tiếng Ả Rập: سجن أبو غريب Sijn Abu Ghuraib; cũng Abu Ghurayb, có nghĩa là "cha đẻ của con quạ" hay "Nơi Ravens" ) là nhà tù toạ lạc ở Abu Ghraib, một thành phố của Iraq, cự ly 32 km (20 dặm) về phía tây Baghdad. Nó được xây dựng bởi các nhà thầu người Anh trong thập kỷ 1950.
Các nhà quan sát ước tính rằng trong năm 2001, nhà tù đã giam giữ 15.000 tù nhân .
Trong năm 2002, chính phủ Saddam Hussein đã bắt đầu một dự án mở rộng thêm sáu dãy xà lim mới. Trong tháng 10 năm 2002, Saddam Hussein đã ân xá cho hầu hết các tù nhân tại Iraq. Sau khi các tù nhân đã được phóng thích và các nhà tù đã được bỏ trống, nó đã phá hoại và cướp bóc. Hầu như tất cả các tài liệu liên quan đến tù nhân bị chất đống và bị đốt cháy bên trong văn phòng và các xà lim của nhà tù, dẫn đến thiệt hại lớn đối với cấu trúc của công trình. Sau nhiều năm được sử dụng chung giữa các lực lượng Hoa Kỳ và chính phủ Iraq bắt đầu vào năm 2003 sau khi Hoa Kỳ xâm lược Iraq, vào ngày 2 tháng 9 năm 2006, Hoa Kỳ đã chuyển giao các nhà tù hoàn toàn cho chính phủ Iraq.